# Holte (Halver)
Holte ist eine Hofschaft in Halver im Märkischen Kreis im Regierungsbezirk Arnsberg in Nordrhein-Westfalen (Deutschland).

## Lage und Beschreibung
Holte liegt 354 Meter über Normalnull im Nordwesten des Halveraner Stadtgebietes an der Stadtgrenze zu Radevormwald und zu Breckerfeld. Die Nachbarorte sind Osenberg, Ahe, Burbach, Hartmecke, Grafweg, Köttershaus (zu Radevormwald), Jägershaus (zu Radevormwald), Schmittensiepen  (zu Radevormwald) und Borbeck (zu Radevormwald).
Der Ort ist über Nebenstraßen zu erreichen, die bei Niederennepe oder Schwenke von der Bundesstraße 229 abzweigen und die Ortschaften im Ennepetal anbinden. Bei Holte entspringt der Burbach, ein Zufluss der Ennepe. Östlich vom Ort liegt die 381,1 Meter über Normalnull hohe Erhebung Nesselberg. Auf der Stadtgrenze zu Radevormwald westlich des Ortes verläuft der als Kulturdenkmal geschützte Wallgraben der Elberfelder Linie der bergischen Landwehr.

## Geschichte
Holte wurde erstmals 1480 urkundlich erwähnt, die Entstehungszeit der Siedlung wird aber für den Zeitraum zwischen 1200 und 1300 am Ende der mittelalterlichen Rodungsperiode vermutet. Holte war vermutlich ein Abspliss von Grafweg.
Um 1500 ist durch Urkunden belegt, dass der Hof Holte dem bergischen Amt_Beyenburg abgabenpflichtig war. Die Gerichtsbarkeit des Hofs unterstand einem extra für die bergischen Höfe im ansonsten märkisch beherrschten Kirchspiel Halver bestellten bergischem Richter, was häufig zu Streit mit dem für das Kirchspiel eigentlich zuständigen märkischen Gografen führte.
1818 lebten 15 Einwohner im Ort. 1838 gehörte Holte der Kamscheider Bauerschaft innerhalb der Bürgermeisterei Halver an und wurde zu dieser Zeit Holt genannt. Der laut der Ortschafts- und Entfernungs-Tabelle des Regierungs-Bezirks Arnsberg als Hof kategorisierte Ort besaß zu dieser Zeit neun Wohnhäuser, drei Fabriken bzw. Mühlen und fünf landwirtschaftliche Gebäude. Zu dieser Zeit lebten 46 Einwohner im Ort, einer davon katholischen und 45 evangelischen Glaubens.
Das Gemeindelexikon für die Provinz Westfalen von 1887 gibt eine Zahl von 54 Einwohnern an, die in elf Wohnhäusern lebten.